# Wapen van Wognum
Het wapen van Wognum heeft drie verschijningen gekend, maar telkenmale ging het om een wapen met een boom; alle drie de wapens zijn zogenaamde Westfriese boomwapens. Wognum heeft in 1964 een tweede wapen gekregen, dat meer volgens de historische kleuren was, terwijl het eerste wapen in de rijkskleuren was. In 1980 kreeg de gemeente een nieuw wapen, vanwege de fusie in 1979 met omliggende gemeentes. Omdat de oude gemeente Wognum niet het grootste deel uitmaakte van de nieuwe gemeente, was een nieuw wapen nodig.
Sinds 2007 doet het oude gemeentewapen geen dienst meer, aangezien de gemeente Wognum toen grotendeels is opgegaan in de nieuwe gemeente Medemblik. De gemeente Medemblik voert het oude wapen van Medemblik zoals het al enkele honderden jaren in gebruik is.

## Geschiedenis
Het wapen van Wognum is altijd afgebeeld als zijnde een boom vastgehouden door twee leeuwen. In het tweede wapen, dat in meer historisch correcte kleuren is uitgevoerd, is te zien dat het om de Hollandse leeuw en de Henegouwse leeuw gaat.
Het schildhoofd is na de fusie van 1979 in het daaropvolgende jaar toegevoegd, het gaat om het wapen van de voormalige gemeente Nibbixwoud. In de nieuwe bijgaande beschrijving werd nu ook gesteld dat de boom een lindeboom is, die niet langer in de grond geplaatst staat, maar uitgerukt is.

## Blazoenering
De beschrijving van 26 juni 1816 luidde als volgt:
Van lazuur waarop een boom, staande op zijn terras en vastgehouden door 2 leeuwen, alles van goud.
Het schild is blauw (lazuur) met een gouden voorstelling, in dit geval de boom en twee leeuwen op een ondergrond. De kleuren zijn de rijkskleuren.
Det tweede blazoenering, die van 21 januari 1964, luidde als volgt:
In zilver een boom van sinopel, staande op een terras van hetzelfde en vastgehouden ter rechterzijde door een klimmende leeuw van keel, getongd van hetzelfde en ter linkerzijde door een klimmende leeuw van sabel, getongd van keel. Het schild gedekt met een gouden kroon van drie bladeren en twee paarlen.
Nu is de boom groen van kleur op een groene ondergrond, de achtergrond is van zilver. De boom wordt aan de heraldisch rechterzijde (links voor de kijker) vastgehouden door een op de achterpoten staande rode leeuw. Aan de andere kant van de boom staat eenzelfde leeuw, maar dan zwart van kleur. Het schild wordt gedekt door een gouden kroon van drie bladeren en twee parels tussen de bladeren.
Op 8 februari 1980 kreeg de gemeente een nieuwe beschrijving van haar wapen:
In zilver een uitgerukte lindeboom van sinopel, ter rechterzijde gehouden door een leeuw van keel, getongd en genageld van azuur, ter linker door een leeuw van sabel, getongd en genageld van keel; in een schildhoofd van azuur 3 baarzen van goud, gestreept van sabel, gekieuwd, gevind en gestaart van keel, geplaatst 2 en 1. Het schild gedekt met een gouden kroon van 3 bladeren en 2 parels.
Het wapen is in details aangepast. De rode leeuw heeft nu een blauwe tong en nagels, dit geldt ook voor de zwarte leeuw. De boom is nu niet op een ondergrond geplaatst, de wortels zijn dus zichtbaar. Ditmaal is een schildhoofd aan het wapen toegevoegd. Het is het wapen van de voormalige gemeente Nibbixwoud. Dat wapen was blauw met drie gouden baarzen. In het schildhoofd zijn de baarzen zwart gestreept, met kieuwen, vinnen en een staart welke rood gekleurd zijn. De middelste baars is lager geplaatst dan de andere twee. Het schild is gedekt door een gouden kroon met drie bladeren en twee parels.

## Vergelijkbare wapens
De volgende wapens hebben net als Wognum een (dorre) boom als element:

Wapen van Blokker
Wapen van Bovenkarspel
Wapen van Grootebroek
Het wapen van Hauwert, een dorpswapen
Wapen van Hoogwoud
Wapen van Midwoud
Wapen van Noorder-Koggenland
Wapen van Opmeer
Wapen van Scharwoude
Wapen van Schellinkhout
Wapen van Sijbekarspel
Wapen van Stede Broec
Het oude wapen van Venhuizen
Wapen van Venhuizen
Wapen van Westwoud
Wapen van het waterschap De Vier Noorder Koggen